# Presidente Juscelino, Maranhão

Presidente Juscelino  este un oraș în unitatea federativă Maranhão (MA), Brazilia.